# Wydawnictwo Jaguar
Wydawnictwo Jaguar – polskie wydawnictwo z siedzibą w Warszawie, założone pod koniec 2004 roku.
Oficyna wydawnicza specjalizuje się w literaturze dla dzieci i młodzieży. W katalogu wydawnictwa znajduje się m.in. literatura przygodowa, historyczna oraz fantastyczna, a także pozycje klasyczne. W 2018 firma wznowiła serię Ewy Białołęckiej, Kroniki Drugiego Kręgu, zaczynając od tomu pierwszego zatytułowanego Naznaczeni Błękitem. Wydała także m.in. Wakacje Fryderyka.

## Serie wydawnicze

### Akademia Dobra i Zła
- Akademia Dobra i Zła
- Akademia Dobra i Zła: Świat bez książąt
- Akademia Dobra i Zła: Długo i szczęśliwie

### Araminta Spookie
- Mój nawiedzony dom
- Zapomniany miecz
- Wstrętny wampirek
- Porwanie żab

### Black London
- Ryzykowny układ
- Sekretny układ

### Blue Jeans
- Piosenki dla Pauli
- Czy wiesz, że cię kocham?
- Ucisz mnie pocałunkiem
- Cześć, Księżniczko!
- Nie uśmiechaj się, bo się zakocham

### Błękitnokrwiści
- Błękitnokrwiści
- Maskarada
- Objawienie
- Dziedzictwo
- Zbłąkany anioł i Krwawe Walentynki
- Klucze do repozytorium
- Zagubieni w czasie
- Bramy raju

### Co za tydzień
- Co za tydzień! 1
- Co za tydzień! 2
- Co za tydzień! 3

### Córki księżyca
- Bogini nocy, W zimnym ogniu
- Nocny cień, Tajemny zwój
- Ofiara, Zagubiona

### Coś do stracenia
- Coś do stracenia
- Coś do ukrycia
- Coś do ocalenia

### Drużyna
- Wyrzutki
- Najeźdźcy
- Pościg
- Niewolnicy z Socorro
- Góra Skorpiona
- Nieznany Ląd
- Kaldera
- Powrót Temudżeinów

### Zwiadowcy
- Ruiny Gorlanu
- Płonący most
- Ziemia skuta lodem
- Bitwa o Skandię
- Czarnoksiężnik z Północy
- Oblężenie Macindaw
- Okup za Eraka
- Królowie Clonmelu
- Halt w niebezpieczeństwie
- Cesarz Nihon-Ja
- Zaginione historie
- Królewski zwiadowca
- Klan Czerwonego Lisa
- Pojedynek w Araluenie
- Zaginiony książę
- Ucieczka z zamku Falaise

Prequel – Zwiadowcy: Wczesne lata
- Turniej w Gorlanie
- Bitwa na wrzosowiskach Hackham

### Selekcja
- Rywalki
- Elita
- Jedyna
- Następczyni
- Korona
- Królowa i faworytka
- Rywalki: Książę i Gwardzista

### Rycerze pożyczonego mroku
- Rycerze pożyczonego mroku
- Wieczny dwór

### Żelazny Kruk
- Wyprawa
- Szalony Mag
- Gniazdo